# Albrecht II. (Murrhardt)
Albrecht II. († vor 25. April 1320 in Murrhardt) war ein katholischer Priester, Benediktiner und Abt des Klosters St. Januarius in Murrhardt.

## Leben und Wirken
Nach dem Tod seines Vorgängers Milo von Weiler wurde Albrecht im Jahr 1314 durch den Konvent des Klosters Murrhardt zum neuen Abt gewählt.
Es gibt Grund zu der Annahme, dass es sich bei diesem Klostervorsteher um einen Sohn des Grafen Albrecht I. von Löwenstein handelt. Wenn dem so war, dann stand das Kloster zu jener Zeit, im Gegensatz zur Amtszeit Abt Milos, in direkter Abhängigkeit zur Grafschaft Löwenstein und derart stark unter dem Einfluss des gräflichen Klostervogtes, Nikolaus von Löwenstein, dass es diesem gelang, die Abtswahlen zu kontrollieren und seinem Bruder das Abbatiat zu sichern.
Für die Abtswürde eines Vertreters aus dem Haus der Grafen von Löwenstein spricht auch der Umstand, dass es einem weiteren Sohn Albrechts I., Gerhard von Löwenstein, um 1315 gelang, sich die Einkünfte von drei klösterlichen Pfarrkirchen – Murrhardt, Westheim und Großbottwar – anzueignen. Dieser Vorgang war unter den kirchenrechtlichen Gesichtspunkten der damaligen Zeit regelrecht skandalös, da Gerhard von Löwenstein zu diesem Zeitpunkt erst 15 Jahre alt und daher zur Ausübung eines Pfarramtes völlig ungeeignet war. Insofern, anders als in gleichgelagerten Fällen der Murrhardter Klostergeschichte, ein Protest des Abtes unterblieb, ist die Vermutung naheliegend, dass Albrecht, der Leiter der Murrhardter Abtei, einer solchen Anhäufung von Klosterpfründen durch Gerhard von Löwenstein im Sinne des mittelalterlichen Familienverständnisses wohlwollend gegenüberstand.
Bevor es Albrecht gelang, das ihm, wie urkundlich bezeugt, persönliche Anliegen einer Jahrtagsstiftung des Grafen Albrecht I. von Löwenstein, der in der Murrhardter Klosterkirche seine letzte Ruhestätte gefunden hatte, abschließend zu regeln, verstarb er kurz vor dem 25. April 1320 im Kloster Murrhardt. Seine Nachfolge als Abt trat Heinrich an.